# Chili con Carne

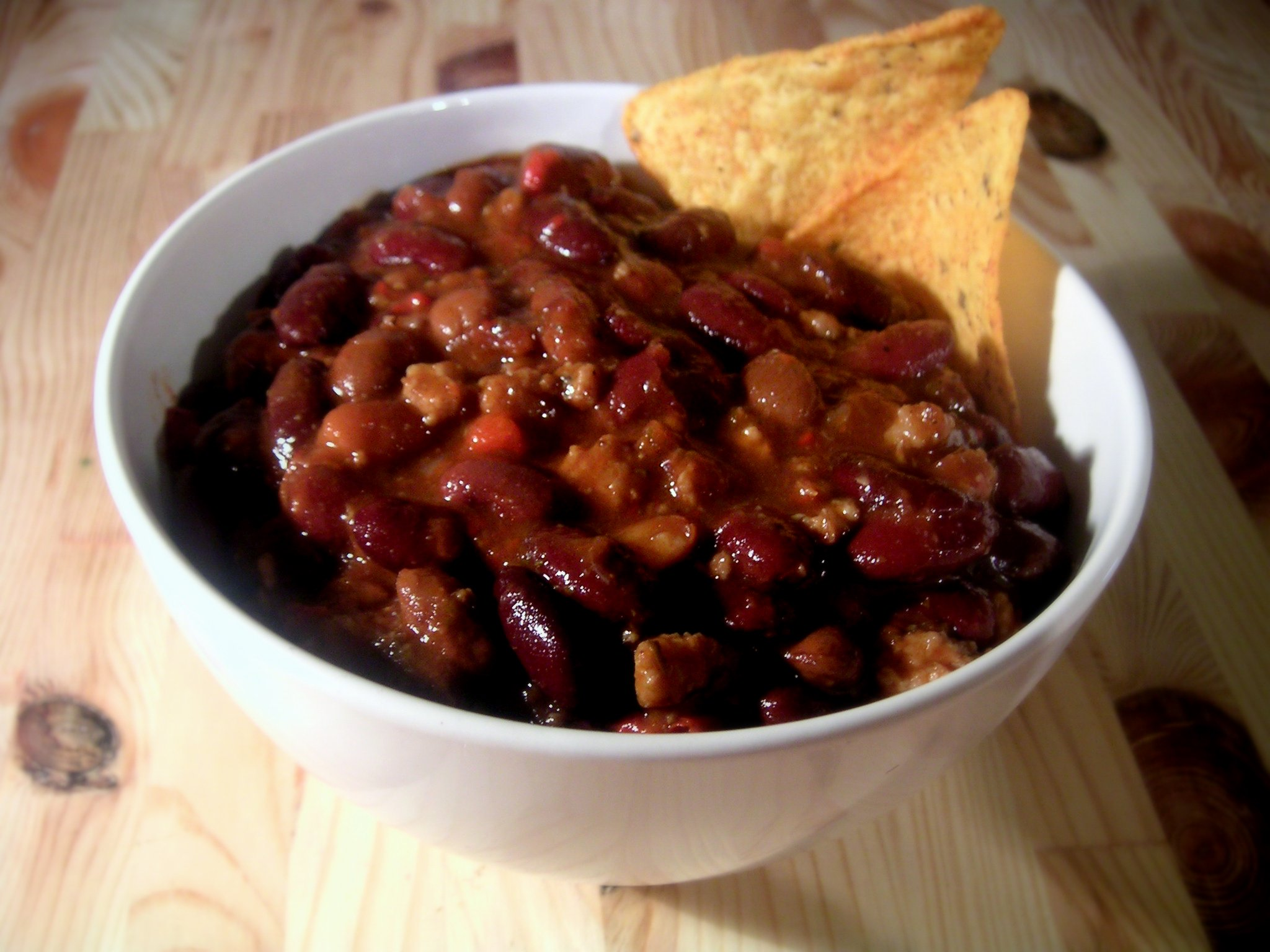
Chili con Carne (garniert mit Tortilla-Chips)

Chili con Carne, oft kurz auch nur Chili ist die Bezeichnung eines scharfen Ragouts aus Fleisch und Chilischoten. Der Name des Gerichts bedeutet wörtlich Pfefferschoten mit Fleisch (von Nahuatl chilli, spanisch con carne „mit Fleisch“). Es ist ein typisches Gericht im Süden von Texas und heute in den gesamten Vereinigten Staaten von Amerika sowie in anderen Teilen der Welt bekannt.

## Geschichte
Die US-Bundesstaaten Texas, New Mexico und Arizona behaupten, dass der Ursprung des Chili jeweils auf ihrem Gebiet liege. Viele Geschichten ranken sich um das Urrezept. Es ist amerikanischen Ureinwohnern, griechischen, irischen, spanischen oder chinesischen Einwanderern und der US Army zugeschrieben worden. Unbestritten ist der Einfluss der mexikanischen Küche, in der oft mehrere Arten von Chilischoten kombiniert werden, um den Geschmack zu variieren.

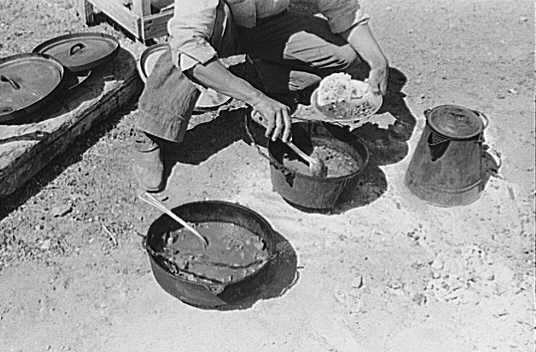
Cowboy beim Zubereiten von Chili auf einer Ranch in Texas, 1939

Ein möglicher Ursprung dieses Gerichts wird in einer Konservierungsmethode vermutet, die den nordamerikanischen Indianern als Pemmikan bekannt war und die heute in ähnlicher Weise in der Karibik unter der Bezeichnung Jerk angewandt wird. Dabei wird Fleisch mit einer Mischung aus scharfen Gewürzen, Salz und Fett über mäßiger Hitze getrocknet und bleibt so lange haltbar. Diese Methode kam bis Mitte des 19. Jahrhunderts zur Anwendung, um Proviant für lange Reisen durch Amerika zu erhalten. Das so konservierte Fleisch wurde dann über dem Feuer mit etwas Wasser und weiteren möglichen Zutaten (wie Mehl, Maismehl oder Bohnen) zu einer Art dicker Suppe gekocht.

### „Chili“ und „Chile“
Die in den USA überwiegend benutzte Schreibweise chili con carne oder schlicht chili wird meist als Chili con Carne bzw. Chili in Deutschland gebraucht. Die Peperonischote wird in den USA meist als chile pepper bezeichnet, was sich an der mexikanischen Herkunft des Wortes orientiert. Einzig in einigen Bundesstaaten im Südwesten der USA wird der Begriff chile sowohl für die Frucht als auch für das daraus gekochte Gericht verwendet. Texas ist dabei eine Ausnahme, da hier die Schreibweise chili als die einzig richtige angesehen und verteidigt wird.
In Mexiko werden Peperonischoten mit chile bezeichnet. Die spanische Aussprache des Wortes Chile ist [ˈtʃile], also etwa so wie die deutsche Aussprache des Landes Chile, jedoch mit etwas kürzerem i. Der mexikanisch-spanische Begriff chile wiederum leitet sich aus der Bezeichnung für Peperonischoten in der Nahuatl-Sprachfamilie ab, die von Teilen der aztekischen Ureinwohner in Mexiko gesprochen wurde und wird. Die korrekte Aussprache ([ˈtʃɪlɪ]) des Nahuatl-Begriffs wird annähernd durch die Schreibweise Chilli wiedergegeben.

### Chili als Fertiggericht
Der erste Versuch, Chili con Carne in Dosen abzufüllen und zu verkaufen, wurde von William G. Tobin aus San Antonio, Texas, zwischen 1877 und 1882 unternommen. 1881 unterzeichnete er einen Vertrag mit der US-Regierung über die Lieferung von Dosenchili an die US Army und die US Navy. Er starb am 28. Juli 1884 – einige Tage, nachdem die von ihm geplante erste Fabrik zur Abfüllung in Betrieb genommen worden war. Das Projekt wurde nicht weitergeführt.
Die Erfolgsstory des Wolf Brand Chili, einer Marke, die noch heute in den Vereinigten Staaten beliebt ist, begann im Jahre 1895, als Lyman T. Davis begann, nach eigenem Rezept hergestelltes Chili in seiner Heimatstadt Corsicana (Texas) zu verkaufen. Nachdem er zunächst versucht hatte, sein Chili getrocknet in Brikettform zu verkaufen, begann er 1921 damit, Chili in Dosen abzufüllen. 1924 verkaufte er sein Unternehmen, weil auf seiner Farm Öl gefunden worden war. Heute gehört Wolf Brand Chili zur ConAgra Foods, Inc.
Eine weitere bekannte und noch heute verbreitete Chili-Gewürzmischung wurde von Wick Fowler unter dem Namen Two Alarm Chili Kit entwickelt und seit 1964 verkauft. Wick Fowler, eigentlich Journalist und Kriegsberichterstatter, war einer der Teilnehmer des ersten Cookoffs. Dort bereitete er sein Two Alarm Chili zu, das auf dieser Gewürzmischung basierte.

### Texas: Der Chilistaat

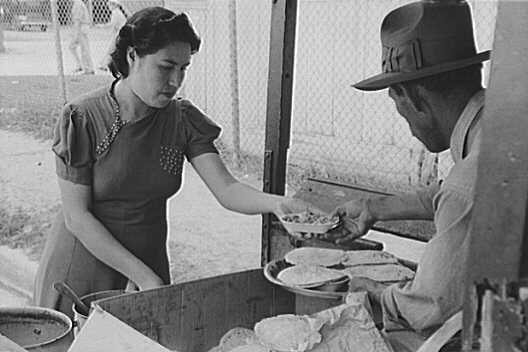
Gekochte Bohnen und Tortillas werden zum Verkauf an Arbeiter vorbereitet (Texas 1939).

Texas wurde schnell zum Mittelpunkt der Chilikultur. Das einfache und billige Gericht, das leicht mit Zutaten gekocht werden konnte, die überall vorhanden waren, gewann Ende des 19. und Anfang des 20. Jahrhunderts immer mehr an Popularität und bekam einen festen Platz in der kulinarischen Kultur von Texas. Seit 1977 ist Chili con Carne offiziell das State Dish (Staatsgericht) des Bundesstaates Texas. Mehrere Hersteller von Chili con Carne hatten die Regierung von Texas zu dieser Entscheidung gedrängt. 1984 beantragte der Kongressabgeordnete Manuel Lujan aus New Mexico, Chili con Carne zum Nationalgericht der Vereinigten Staaten zu ernennen.

## Zutaten

### Grundzutaten

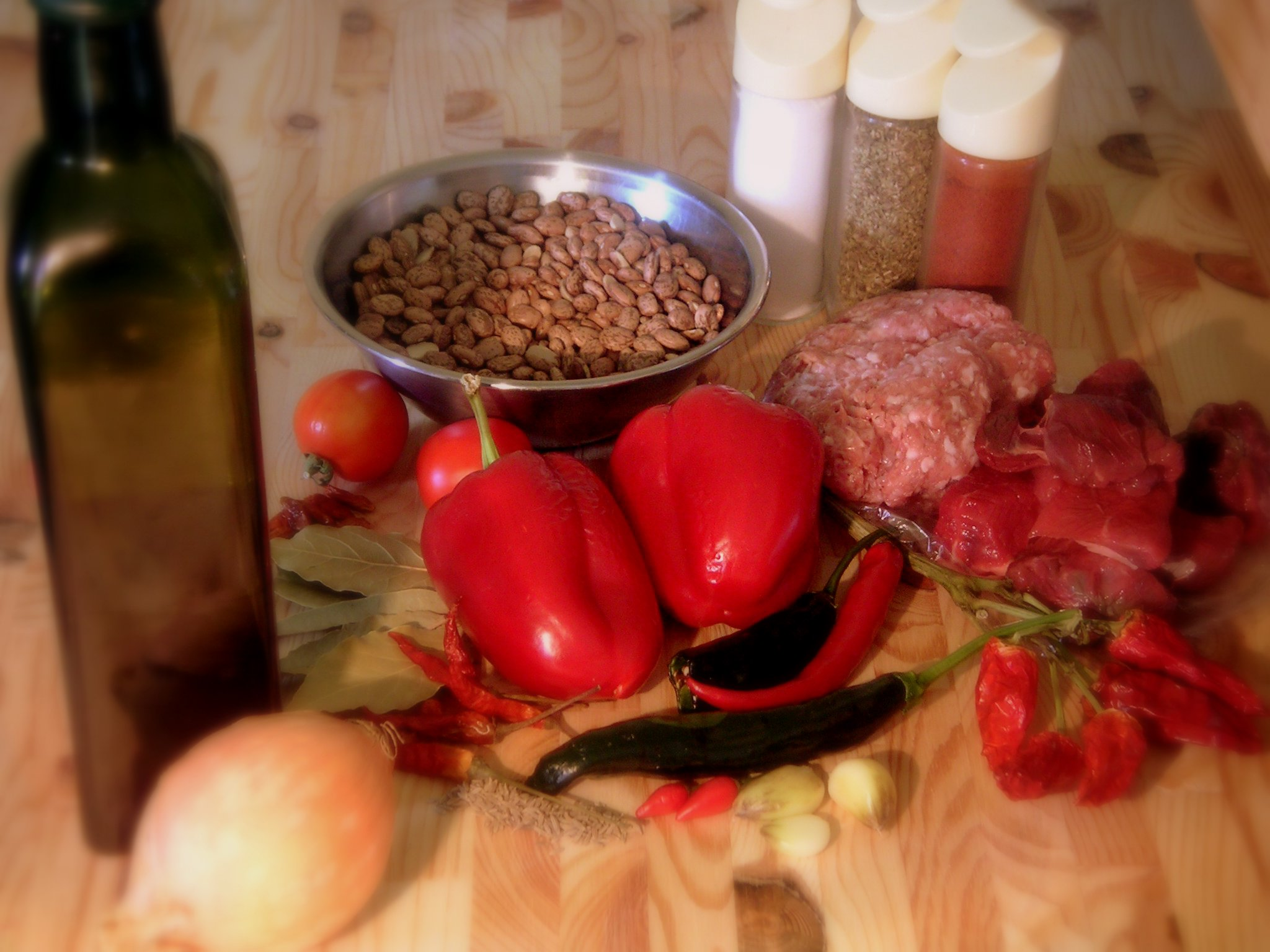
Zutaten für Chili con Carne

Die einzigen gemeinsamen Zutaten aller Chilirezepte sind Fleisch und Chilischoten. Doch bereits bei der genauen Auswahl dieser Zutaten gibt es große Unterschiede. Meist werden Hackfleisch oder in Würfel geschnittenes Rindfleisch verwendet. Wahlweise kann es sich auch um Wild oder Schweinefleisch handeln; ebenso sind Kombinationen verschiedener Fleischsorten zu finden. Neben frischen werden auch getrocknete Chilischoten und diverse Chilipulver und -saucen verwendet.
Bohnen sind als Zutat umstritten. Während ein Chili im Texas Style keine Bohnen enthält, gibt es viele andere Variationen, die Pintobohnen, Kidneybohnen oder schwarze Bohnen vorsehen. Die für die Tex-Mex-Küche typischen Gewürze Oregano und Kreuzkümmel werden in den meisten Chili-con-Carne-Rezepten verwendet. Andere geschmacksbestimmende Zutaten, die in fast jedem Chilirezept vorkommen, sind Zwiebeln, Knoblauch und oft auch Koriander, Lorbeerblätter und Pfeffer.

### Varianten

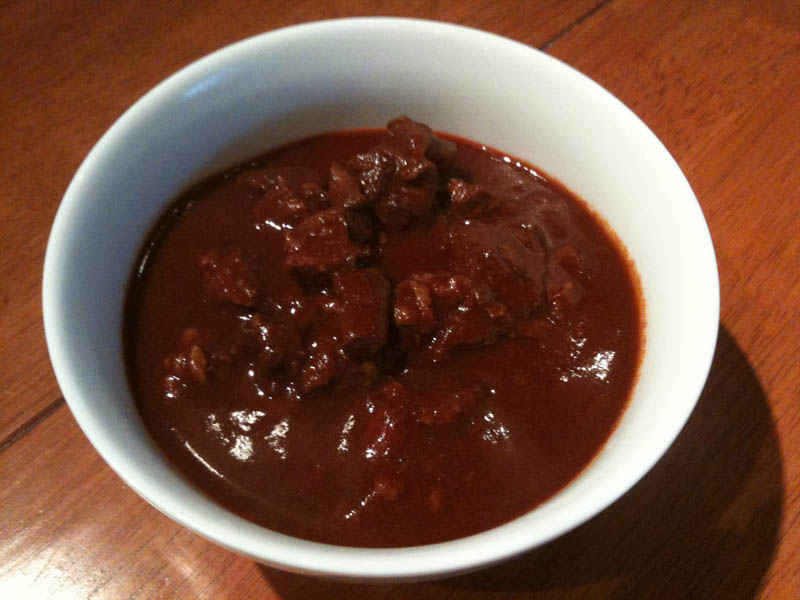
Texas Style ohne Bohnen

- Ein Chili im Texas Style enthält außer Chilischoten keinerlei Gemüse. Das Fleisch ist meist in Würfel geschnitten und stammt üblicherweise vom Rind oder Schwein.
- Chili verde (Green Chili) und Red Chili sind aus New Mexico stammende Variationen, die mit frischen grünen oder roten Chilis gekocht werden.
- Chili sin Carne, Vegetarisches Chili oder Chili non Carne sind Bezeichnungen für vegetarische oder vegane Varianten. Dabei wird das Fleisch entweder ganz weggelassen oder es wird Fleischersatz wie texturiertes Soja oder Tofu verwendet. Varianten mit Soja werden auch als Chili con Soja bezeichnet.[7]

## Kochwettbewerbe

### CASI Cookoffs
Die Chili Appreciation Society International wurde 1951 als Chili Appreciation Society gegründet. Der erste Wettbewerb fand 1967 als Werbeveranstaltung für das Buch A Bowl of Red von Frank Tolbert in Terlingua statt, einer Geisterstadt in Texas.
Heute sind die „CASI Cookoffs“ in verschiedene Kategorien unterteilt, ausgehend von einer offenen Meisterschaft – den CASI sanctioned Cookoffs –, bei der sich die Köche für die nächsthöhere Meisterschaft – die CASI Open Championships – qualifizieren können. Eine erfolgreiche Teilnahme bei den Open Championships ist wiederum notwendig, um die Zulassung zur internationalen Meisterschaft TICC (Terlingua International Chili Championship) zu bekommen.
Neben den eigentlichen Kochwettbewerben gibt es noch die sogenannten Showman Championships, bei denen der originellste Auftritt eines Kochteams prämiert wird. Aufgrund eines Streits zwischen Frank Tolbert und anderen Mitgliedern der CASI um die Teilnahme zweier Europäer an der Meisterschaft in Terlingua gibt es seit 1982 eine weitere, von der TICC unabhängige Meisterschaft. Nach einem Rechtsstreit um den Namen heißt dieser Wettkampf nun The Original Viva Terlingua International Frank X. Tolbert – Wick Fowler Memorial Championship Chili Cookoff.

### ICS Cookoffs
Bereits im Jahr 1974 gründete sich die International Chili Society. Aufgrund bestehender und mit der Zeit immer stärker werdender Differenzen mit dem CASI-Mitbegründer Frank Tolbert begann die Organisation ab 1975 eine eigene Chili-Meisterschaft ins Leben zu rufen. Die ICS ließ den Begriff World Championship Chili Cookoff als Handelsmarke eintragen. Bis 1991 fand die Weltmeisterschaft in der Tropico Gold Mine nahe Rosamond (Kalifornien) in der Mojave-Wüste statt – einzige Ausnahme war das Jahr 1980, in dem die Paramount Ranch in Agoura Austragungsort war. 1992 fand die Weltmeisterschaft in Rawhide, einer Wild-West-Stadt nahe Scottsdale (Arizona) statt, danach zog sie nach Reno (Nevada). Auch bei den ICS Cookoffs gibt es ein Qualifizierungsprozedere, um für die Weltmeisterschaft zugelassen zu werden. So müssen sich die Teilnehmer in District, State bis zu Regional Championships qualifizieren.